# أليكس فاغنر
اليكساندرا سو فاغنر ولدت في 27 نوفمبر 1977 هي صحفية ومؤلفة أمريكية. شاركت في استضافة عروض السيرك على شوتايم ومولفة الوجه المستقبلي: سر أسري، وسعي ملحمي، وسر للانخراط «(عالم واحد / منزل عشوائي) كما انها مساهمة في» سى بى اس نيوزو محررة في الاتلانتك. سابقا، كانت محور برنامج النهار الآن مع الكس فاغنر من 2011 حتي 2015 على إم إس إن بي سي. حتى 17 مارس 2018, كانت المذيعة المساعدة في برنامج صباح السبت علي شبكةإم إس إن بي سي التليفزيونية (منذ 30 نوفمبر 2016). انها أحد كبار محررى مجلة الاتلانتك.

## الطفولة والتعليم
اليكس فاغنر ولدت وتربت في واشنطن، وامها تين سوى ثانت، وهي مهاجرة من رانجون وميانمار (بورما) التي أصبحت مواطنة أمريكية قبل الذهاب إلى الجامعة في جامعة سوارثمور بالولايات. والدها كارل فاجنر من لانسينغ، ايوا، ذو اصول لوكسمبورغية والايرلندية والمستشار السياسى بارزللحزب الديموقراطى الذي اشترك في رئاسة بيل كلينتون في حملته الرئاسية. درست في مدرسة وودرو ويلسون الثانوية وتخرجت من جامعة براون في عام 1999, وقد درست تاريخ الفن والادب. وتعد من الروم الكاثوليك.

## المهنة
وعملت فاغنر كمراسل ثقافى مركز التقدم الامريكى. من 2003 إلى 2007, كانت رئيس تحرير مجلة [ ذا فادر] التي تتابع التتطرات الثقافية والموسيقية من جميع انحاء العالم. كما شغل منصب المدير التنفيذى لمشروع «ليس على ساعتنا» وهي منظمة تدين أعمال العنف الجماعية وانتهاكات حقوق الإنسان.
وصارت مراسلة البيت الابيض دييلي بوليتكس ومجلة لشؤون السياسة اليومية التابعة لوكالة (أول) الاخبارية
محللة على إم إس إن بي سي واغنر ظهرالعد التنازلى مع كيث تعليقات اولبيرمان الاخبارية تستهدف واخر كلمه مع لورانس اودونيل.
في 14 نوفمبر 2011, بدات فاغنر برنامج الآن مع أليكس فاغنر خلال أيام الاسبوع (كان يعرض في الاصل ظهرا بالتوقيت الشرقي، ولكن في وقت لاحق الساعة 4 مساءا بالتوقيت ذاته). وفي 30 يوليو 2015, أعلن رئيس ام اس ان بى سى فيل غريفين ان البرنامج قد الغي ومن ثم إعلان ان فاغنر سوف تقدم برنامجا في عطلة نهاية الاسبوع ولكن هذه الأفكار باءت بالفشل. في 26 أبريل 2016, إعلانت وكالة الاتلانتك ان فاغنر تركت ام اس ان بى سى للانضمام كمديرة تحرير في المجلة. وبالإضافة إلى الكتابة في الاتلانتك سوف تنظم فاغنر احداثا مع اتلانتك لايف والمساعدة في تطوير مشاريع الفيديو والتليفزيون مع استديوهات الاتلانتك
في 26 أبريل 2016, إعلانت وكالة الاتلانتك ان فاغنر تركت ام اس ان بى سى للانضمام كمديرة تحرير في المجلة. وبالإضافة إلى الكتابة في الاتلانتك سوف تنظم فاغنر احداثا مع اتلانتك لايف والمساعدة في تطوير مشاريع الفيديو والتليفزيون مع استديوهات الاتلانتك.
وفي نوفمبر 2016 حلت فاغنرمحل فينيتا نايرفي برنامج صباح اليوم السبت على شبكة سى بى اس التليفزيونية. 17 مارس 2018 كان اخر ظهور لها على شبكة سى بى اس التليفزيونية صباح اليوم السبت، واكدت انها ستترك ذلك البرنامج لتقديم برنامج السيرك على شوتايم لتحل محل مارك هالبيرين وما زالت مراسلة لسى بى اس نيوز.
الاراء السياسية
كانت قد وصفت نفسها بالمصعدة. وبشان المسائل المتعلقة باسرائيل، تعتقد ان هنالك عنصر «خوف يمنع مناقشة قوية عن إسرائيل في وسائل الاعلام الاميركية» بسبب مخاوف من ان تفضح كدولة معادية للسامية

## الاراء السياسية
كانت قد وصفت نفسها بالمصعدة. وبشان المسائل المتعلقة بإسرائيل، تعتقد ان هنالك عنصر «خوف يمنع مناقشة قوية عن إسرائيل في وسائل الإعلام الأميركية» بسبب مخاوف من ان تفضح كدولة معادية للسامية 

## الحياة الشخصية
في 30 أغسطس 2014 تزوجت واغنر من سام كاس مستشار التغذية السابق في البيت الابيض ومساعد الرئيس في احتفال اقيم في فندق بلو هيل في ستون بارنز المطعم في بوكانتيكو هيلز، نيويورك. وحضر حفل الزفاف الرئيس الامريكى باراك اوباما واسرته حث انه صديق لعائلة الرئيس السابق. فاغنر انجبت في عام 2017 .
وفي أبريل 2018 قررت ان تنشر كتاب فيوتشر فيس عن اصولها البورمية الأمريكية.

## References
1. ↑  "معلومات عن أليكس فاغنر على موقع id.loc.gov". id.loc.gov. مؤرشف من الأصل في 2020-10-25.
2. ↑  "معلومات عن أليكس فاغنر على موقع c-span.org". c-span.org. مؤرشف من الأصل في 2017-05-15.
3. ↑  أليكس فاغنر على إن إن دي بي